# Higa

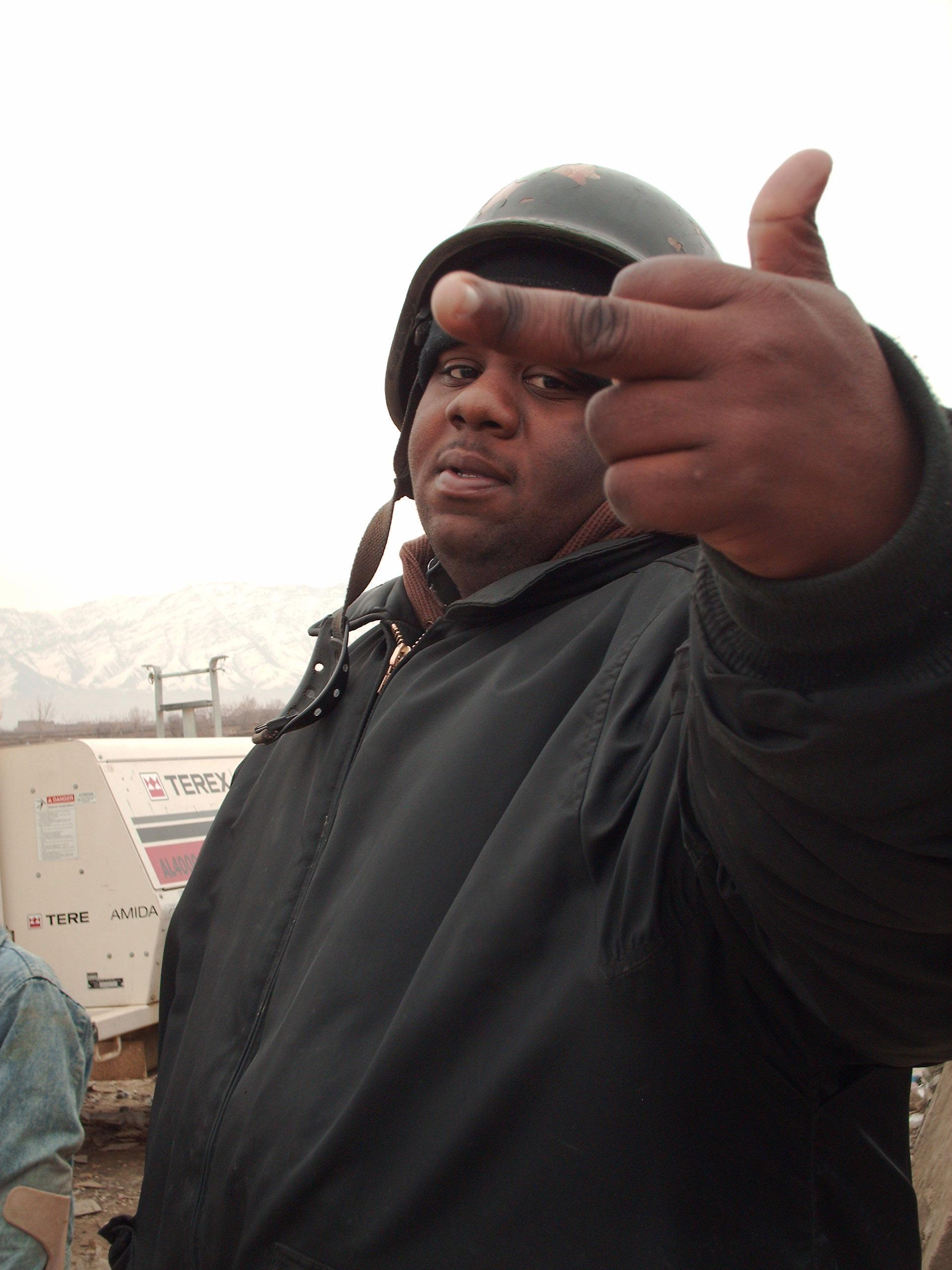
Un hombre «dando el dedo medio», hacia la cámara.

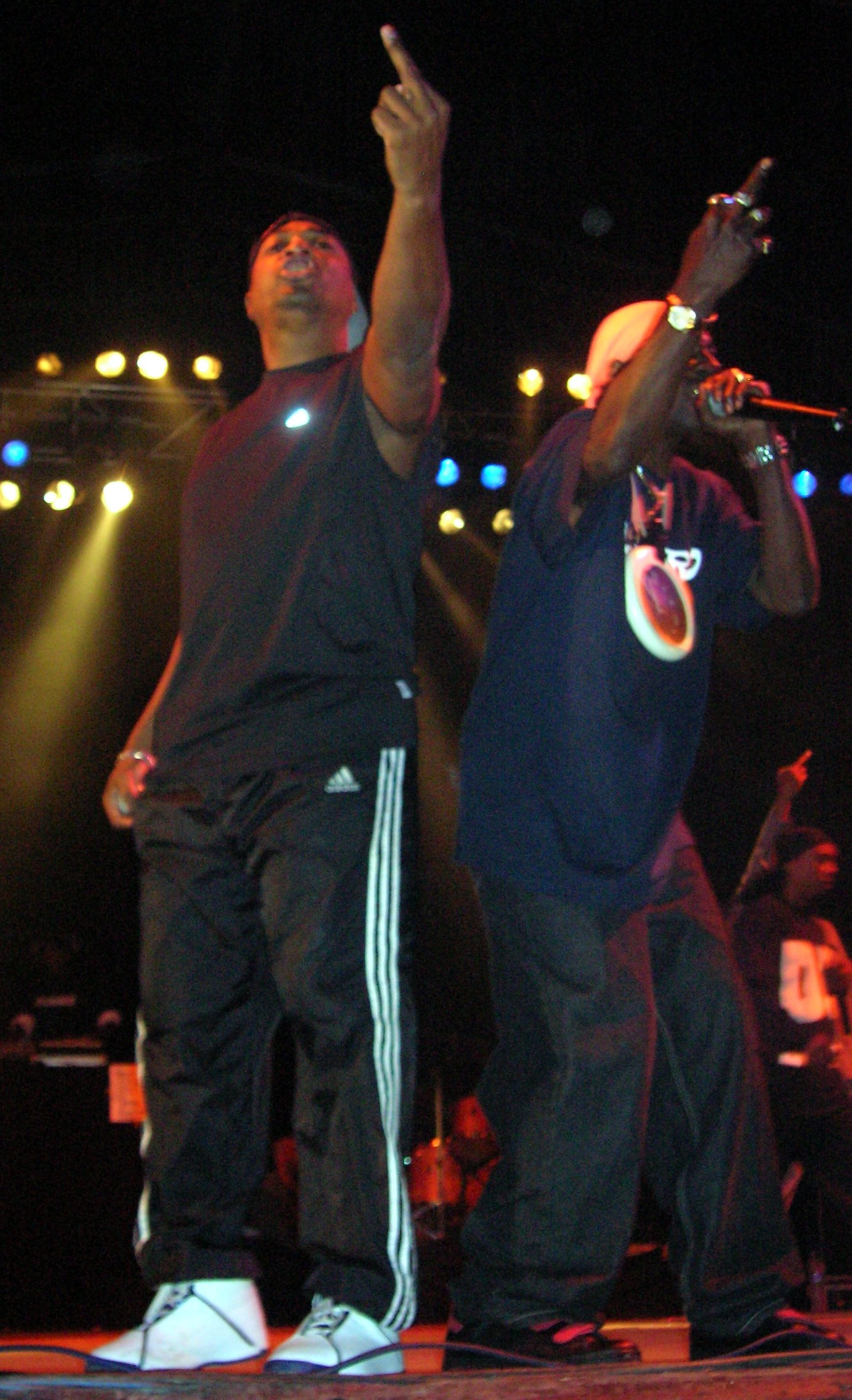
Los cantantes estadounidenses de rap Chuck D y Flavor Flav, en 2006, dedicando el «gesto del dedo medio» al presidente estadounidense George W. Bush.

Higa, también conocido como «dar el dedo medio», «sacar el dedo», «pintar un dedo», «pintar una paloma»[cita requerida], «hacer un hoyudo»,  «hacer la señal de pito»[cita requerida], «enseñar el dedo vulgar», «hacer la peseta»[cita requerida], «hacer la puñeta»[cita requerida], «hacer la peineta», «hacer pistola», «enseñar el dedo»[cita requerida], «dedo de la palabrota»[cita requerida] o «dedo grosero»[cita requerida], es un gesto ofensivo y obsceno, que consiste en dejar rígido el dedo medio mientras se levanta la mano cerrada en un puño.

## Origen
El acto de "cruzar los dedos" siempre ha sido defensivo. Pero más concretamente se hace referencia al uso obsceno del estiramiento del dedo medio ―para insultar a una persona― en la comedia de la Antigua Grecia, por ejemplo en la obra cómica Las nubes (423 a. C.) de Aristófanes. Este gesto se copió, como tantas otras costumbres griegas, en la Antigua Roma: el dedo medio era identificado como el digitus impudicus (‘dedo impúdico’).
En La Divina Comedia, Canto XXV, Dante Alighieri dice de Vanni Fucci (hijo bastardo de Fuccio de Lazzeri que, en 1293, robó los vasos sagrados del Duomo de Pistoya), que encontrándose en el infierno "alzó las dos manos con gesto de hacer la Higa, gritando: ¡Tómalas, Dios, que van para ti!".
En el siglo I se generalizó el uso del digitus impudicus en las culturas del Mediterráneo como el método más utilizado para desviar la amenaza supersticiosa del mal de ojo.
El uso generalizado del gesto en muchas culturas probablemente se deba a la influencia del Imperio romano y la civilización grecorromana.[cita requerida]

## Tipología

### Higa mediterránea
La higa mediterránea, presente en España y todo el sur de Europa, incluso en Turquía y países eslavos, es diferente a la de otras zonas de Europa y se realiza introduciendo el dedo pulgar entre los dedos índice y corazón, aunque hay un gesto bastante parecido y equivalente (los cuernos), que se hace cerrando solo los tres dedos centrales y estirando pulgar y meñique. Muchos amuletos la representan así. En la antigua Roma, el signo de higo, o manu fica, era hecho por el pater familias para alejar a los espíritus malignos (larvae) de los muertos como parte del ritual de las Lemuralia.
El Diccionario de la lengua española de la Real Academia Española la describe como "gesto que se ejecuta con la mano, cerrado el puño, mostrando el dedo pulgar por entre el dedo índice y el cordial, con el que se señalaba a las personas infames o se hacía desprecio de ellas" (ya que el pulgar entre el índice y el dedo medio también significa al castrado) y además señala que con ella se conseguía el efecto apotropaico de ahuyentar el mal de ojo, aojo o aojamiento y describe un amuleto en forma de higa de "azabache o coral, en forma de puño, que se pone a los niños" para liberarlos de ese tipo de hechizo. Este amuleto es llamado también "figa", "puñeta", "manija" o "mano poderosa", o cigua en asturleonés, y fueron especialmente célebres los fabricados en Santiago de Compostela en azabache. Sus equivalentes en la cultura musulmana y en la judía son respectivamente la jamsa o mano de Fátima y la mano de Miryam. La mano cortada tenía en general un simbolismo protector, incluso si era una mano de animal: pata de conejo o de tasugo (tejón), usándose como amuletos. Los museos etnográficos conservan ejemplares de estos amuletos ya en el siglo XVII, pero las jamsas o hamsas se han encontrado incluso entre los púnicos del siglo VIII a. C. El hecho de que se use también la mano y uno o dos dedos para bendecir parece también tener alguna conexión con su pretendido efecto apotropaico supuestamente pagano. Distintas variantes de este amuleto son la mano de San Bartolomé, realizada en cerámica de Sargadelos, la mano cornuda y la mano Pantea.
Una leyenda sobre el origen de esta befa o escarnio se encuentra en la obra satírica Gargantúa y Pantagruel de François Rabelais. Según esta, Milán se rebeló durante la baja Edad Media contra el emperador alemán Federico II Barbarroja y algunos de sus vecinos expulsaron a la emperatriz montada al revés sobre una mula en tanto realizaban esta señal; como rauda represalia el emperador ocupó Milán y ordenó insertar un fioco o higo en el culo de la mula, obligando a cada rebelde derrotado a sacar con la boca el higo y volverlo a meter sin ayuda de mano alguna; si no lo hacían, eran ejecutados por el verdugo; de allí vendría la frase fare la fica como muestra de grave ofensa a una persona (un gesto semejante en significado común en Italia y Argentina. El hecho de que en este aspecto la cultura argentina coincida con la de ciertas zonas de Europa se debe a que la gran mayoría de su población es de origen europeo, especialmente de la Europa Mediterránea). El corte de mangas deriva de la mímica que originalmente representaba al corte de la mano a la altura de la muñeca. En italiano se dice fica al igual que en portugués, y en francés es figue. En la Europa del Este la figa hispánica se usa de idéntica manera.

### Higa en otras culturas europeas
La higa europea, que proviene directamente de la grecorromana y es distinta de la española, está mucho más extendida por todo el mundo; en lengua inglesa se denomina the finger ("el dedo") y consiste en estirar y enseñar el dedo corazón apuntando hacia arriba mientras se contraen en la palma los otros cuatro.